# Timini Egbuson
Timini Egbuson es un actor, productor y creador digital nigeriano.

## Biografía
Egbuson nació en el estado de Bayelsa y es el hermano menor de la actriz Dakore Akande. Asistió al Adebayo Mokuolu College y estudió Psicología en la Universidad de Lagos. Comenzó su carrera como actor en 2010, en la telenovela Tinsel de M-net. En los premios AMVCA 2020, ganó la categoría Mejor Actor en un drama por su actuación en Elevator baby.
En abril de 2020, se unió al grupo de actores nigerianos como Jemima Osunde, Nick Mutuma, Lerato Walaza y actores de Kenia, Sudáfrica, Nigeria y Costa de Marfil para ayudar con la campaña para detener la propagación del Coronavirus. La iniciativa se materializó en una miniserie de 60 partes transmitida a través de MTV Shuga con el fin de crear conciencia en la lucha global para aplanar la curva de contagios de COVID -19.

## Filmografía

### Películas
- Manhunting with Mum
- Isoken
- Something Wicked
- Another Time
- Room 420
- Ajuwaya
- The Missing Piece
- The Intern
- Elevator Baby
- The Girl Code
- Breaded Life
- Dwindle
- Juju Stories
- Introducing the Kujus

### Programas de televisión
- Skinny Girl in Transit
- Tinsel
- Fifty the series
- The Smart Money Woman

## Premios y nominaciones
| Año  | Premiación               | Categoría                                           | Resultado | Ref.  |
| ---- | ------------------------ | --------------------------------------------------- | --------- | ----- |
| 2017 | Premio City People       | Mejor actor revelación del año                      | Nominado  | [ 5 ] |
| 2017 | Best of Nollywood Awards | Revelación del año - masculino                      | Ganador   | [ 6 ] |
| 2019 | The Future Awards África | Premio a la Actuación                               | Ganador   |       |
| 2020 | Premios AMVCA            | Mejor actor de drama (película/serie de televisión) | Ganador   | [ 3 ] |
| 2020 | Best of Nollywood Awards | Mejor actor en un papel principal - Inglés          | Nominado  | [ 7 ] |
| 2021 | The NET Honours          | Actor más popular                                   | Ganador   | [ 8 ] |